# Eminems diskografi
Eminem, en amerikansk rapper, har udgivet syv studiealbums, tre opsamlingsalbums, to EP'er, tredive singler, fem videoalbums og et soundtrack. Hans musik har været udgivet gennem pladeselskaberne Web Entertainment og Interscope Records, sammen med datterselskaberne Aftermath Entertainment, Goliath Artists og Shady Records. Eminem er den bedst sælgende rapper nogensinde og den bedst sælgende kunstner i 2000'erne med et amerikanske album salg på over 32,2 millioner og på verdensplan er albumsalget i øjeblikket på over 80 millioner. Eminem har solgt over 35 millioner albums i USA som solo artist og han har modtaget 42 platin certificeringer fra Recording Industry Association of America (RIAA). I denne diskografi, er musikvideoer og samarbejde med andre kunstnere også inkluderet.
I 1996 udgav Eminem sit første studiealbum, Infinite, under Web Entertainment. Albummet solgte omkring tusind eksemplarer  og rangerede ikke på de nationale hitlister. Efter underskrivelsen af en kontrakt med Interscope Records og Aftermath Entertainment udgav rapperen hans kommercielle debut album The Slim Shady LP i 1999 og nåede andenpladsen på Billboard 200 og modtog fire platin certificeringer i USA fra RIAA. Samme år grundlagde rapperen Shady Records, sammen med manageren Paul Rosenberg. I de efterfølgende år, udgav Eminem sit tredje album The Marshall Mathers LP, som solgte 1,760 millioner eksemplarer i sin første uge og satte dermed nye rekorder for den hurtigste sælgende hip-hop album nogensinde og den hurtigste sælgende solo album i USA. Med mere end ti millioner eksemplarer solgt, var albummet årets tredje bedst sælgende album i USA, hvor det også opnåede ni platin certificeringer. Singlen "The Real Slim Shady" blev Eminems første sang i top ti på Billboard Hot 100. "Stan" var det mest succesfulde single uden for USA, mens det lykkedes den ikke at nå top 50 i rapperens hjemland.
I 2002 debuterede Eminems fjerde album, The Eminem Show, som nummer et på Billboard 200 og nåede førstepladsen på flere forskellige hitlister internationalt, da det gik hen og solgte over nitten millioner eksemplarer på verdensplan. I USA, var The Eminem Show årets bedst sælgende album, med et salg på næsten ti millioner eksemplarer. Albummet modtog otte platin certificeringer fra både RIAA og New Zealands Recording Industry Association of New Zealand. Albummet modtog også en diamant certificering i Canada, svarende til salget af en million enheder. I samme år blev Eminems "Lose Yourself", fra 8 Mile-soundtracket rapperens første nummer et-sang på Hot 100 og forblev på toppen i tolv uger. Sangen nåede også toppen af forskellige nationale hitlister på verdensplan. 8 Mile-soundtracket toppede som nummer et i USA, hvor der blev solgt mere end fire millioner af de ni millioner eksemplarer fordelt på internationalt plan.
I 2004 blev Eminems femte studiealbum Encore rapperens tredje studiealbum i træk der nåede nummer et i USA, Australien, Canada, New Zealand og Storbritannien. Salget var dog væsentligt mindre end de to foregående albums, med over fem millioner solgte eksemplarer i USA og elleve millioner på verdensplan. Megen succes for Encores singler kom fra Storbritannien, hvor "Just Lose It" og "Like Toy Soldiers" gik hen og toppede den britiske singlehitliste og to andre sange, "Mockingbird" og "Ass Like That" nåede en placering som nummer fire. Eminem udgav i 2005 et greatest hits-album ved navn Curtain Call: The Hits, der solgte næsten tre millioner eksemplarer i USA og fik en dobbelt platin certificering fra RIAA. I det følgende år udgav Shady Records Eminem Presents: The Re-Up, et compilation-album, der udføres af Eminem og en lang række forskellige kunstnere fra pladeselskabet. Albummet modtog en platin certificering fra RIAA i 2007 og solgte lidt over en million eksemplarer i USA.
I 2009 blev sangen "Crack a Bottle", et samarbejde med pladeselskabs-kammeraterne Dr. Dre og 50 Cent, Eminems andet nummer et på Hot 100 og brød rekorden for åbningsugens download salg i USA, med 418.000 eksemplarer solgt i den første uge. Efter en pause på mere end fire år, blev Relapse, Eminems sjette studiealbum, udgivet i 2009 og var rapperens fjerde studiealbum i træk der endte øverst i Australien, Canada, New Zealand, Storbritannien og USA samt forskellige hitlister i hele verden, med salg på hjemmemarkedet på over en million eksemplarer til dato.  Det opfølgende album, Recovery, blev annonceret til udgivelse i anden halvdel af 2009, men blev først udgivet i juni 2010. Eminem har opnået 21 top ti hits i Storbritannien, herunder syv nummer 1-singler.

## Albums

### Studiealbummer
| År                        | Album detaljer | Peak Position | Peak Position | Peak Position | Peak Position | Peak Position | Peak Position | Peak Position | Peak Position | Peak Position | Peak Position | Peak Position | Salg                                                                                | Certifikationer |
| År                        | Album detaljer | US            | AUS           | BEL           | CAN           | FRA           | GER           | JPN           | NZ            | SWI           | UK            | DEN           | Salg                                                                                | Certifikationer |
| ------------------------- | --- | ------------- | ------------- | ------------- | ------------- | ------------- | ------------- | ------------- | ------------- | ------------- | ------------- | ------------- | ----------------------------------------------------------------------------------- | --- |
| Infinite                  | - Udgivet: 12. november 1996 - Pladeselskab: Web - Format: CD. LP. cassette                                                        | —             | —             | —             | —             | —             | —             | —             | —             | —             | —             | —             | - US: 1.000                                                                         | — |
| The Slim Shady LP         | - Udgivet: 23. februar. 1999 - Pladeselskab: Aftermath. Interscope. Web Entertainment - Format: CD. LP. cassette. digital download | 2             | 49            | 7[C]          | 9             | 52            | 51            | 39            | 23            | 25[B]         | 12            | —             | - US: 5.433.000 - UK: 976.141                                                       | - RIAA: 4× Platin - ARIA: Platin - BPI: 3× Platin - IFPI: Platin - IFPI SWI: Guld - MC: 2× Platin - RIANZ: Platin                                                 |
| The Marshall Mathers LP   | - Udgivet: 23. maj 2000 - Pladeselskab: Aftermath. Interscope - Format: CD. LP. cassette. digital download                         | 1             | 1             | 1             | 1             | 2             | 3             | 52            | 1             | 2             | 1             | 1             | - Verdensplan: 27.000.000 - US: 10.834.000 - FRA: 614.700 - UK: 2.379.552           | - RIAA: Diamant - ARIA: 4× Platin - BPI: 8× Platin - BVMI: 2× Platin - IFPI: 6× Platin - IFPI SWI: 4× Platin - MC: 8× Platin - RIANZ: 5× Platin - SNEP: 2× Platin |
| The Eminem Show           | - Udgivet: 26. maj 2002 - Pladeselskab: Shady. Aftermath. Interscope - Format: CD. LP. cassette. digital download                  | 1             | 1             | 1             | 1             | 2             | 1             | 3             | 1             | 1             | 1             | 2             | - Verdensplan: 22.000.000 - US: 10.270.000 - FRA: 900.400 - UK: 1.599.790           | - RIAA: Diamant - ARIA: 8× Platin - BPI: 5× Platin - BVMI: 2× Platin - IFPI: 5× Platin - IFPI SWI: 3× Platin - MC: Diamant - RIANZ: 9× Platin - SNEP: 2× Platin   |
| Encore                    | - Udgivet: 16. november 2004 - Pladeselskab: Shady. Aftermath. Interscope - Format: CD. LP. cassette. digital download             | 1             | 1             | 2             | 1             | 1             | 1             | 3             | 1             | 1             | 1             | 2             | - Verdensplan: 11.000.000 - US: 5.343.000 - FRA: 300.100 - UK: 1.185.985            | - RIAA: 4× Platin - ARIA: 6× Platin - BPI: 3× Platin - BVMI: Platin - IFPI: 2× Platin - IFPI SWI: Platin - RIAJ: Platin - RIANZ: 5× Platin - SNEP: 2× Gold        |
| Relapse                   | - Udgivet: 15. maj 2009 - Pladeselskab: Shady. Aftermath. Interscope - Format: CD. LP. digital download                            | 1             | 1             | 1             | 1             | 1             | 2             | 1             | 1             | 2             | 1             | 1             | - Verdensplan: 5.000.000 - US: 2.363.000 - FRA: 69.450 - UK: 512.911                | - RIAA: 2× Platin - ARIA: Platin - BPI: Platin - BVMI: Guld - IFPI SWI: Platin - RIAJ: Guld - RIANZ: Platin - SNEP: Guld                                          |
| Recovery                  | - Udgivet: 18. juni 2010 - Pladeselskab: Shady. Aftermath. Interscope - Format: CD. LP. digital download                           | 1             | 1             | 1             | 1             | 1             | 2             | 6             | 1             | 1             | 1             | 1             | - Verdensplan: 10.000.000 - US: 4.509.000 - CAN: 435.000 - UK: 879.303              | - RIAA: 3× Platin - ARIA: 3× Platin - BPI: 2× Platin - BVMI: Platin - IFPI: Platin - IFPI SWI: Platin - MC: Platin - RIAJ: Guld - RIANZ: Platin - SNEP: Platin    |
| The Marshall Mathers LP 2 | - Udgivet: 5. november 2013 - Pladeselskab: Shady. Aftermath. Interscope - Format: CD. LP. digital download                        | 1             | 1             | 1             | 1             | 2             | 1             | 10            | 1             | 1             | 1             | 1             | - Verdensplan: 3.800.000 - US: 2.203.601 - UK: 526.250 - CAN: 365.000 - FR: 160.000 | - RIAA: 2× Platin - ARIA: 2× Platin - BPI: Platin - BVMI : Platin - IFPI SWI: Platin - MC: 4× Platin - RIANZ: Platin - SNEP: Platin                               |
| Revival                   | - Udgivet: 15. december 2017 - Pladeselskab: Shady, Aftermath, Interscope, Goliath - Format: CD, LP, digital download              | 1             | 1             | 6             | 1             | 13            | 2             | 17            | 3             | 1             | 1             | 1             | - WW: 1.100.000 - US: 197.000 - UK: 233.000                                         | - BPI: Platin - BVMI: Guld - MC: Platin - RMNZ: Guld - SNEP: Guld                                                                                                 |
| Kamikaze                  | - Released: 31. august 2018 - Pladeselskab: Shady, Aftermath, Interscope, Goliath - Format: CD, LP, digital download               | 1             | 1             | 1             | 1             | 6             | 2             | —             | 1             | 1             | 1             | 1             | - US: 252.000                                                                       | - BPI: Sølv |

### Opsamlingsalbums
| 2002                                                               | Music from and Inspired by the Motion Picture 8 Mile - Various artists soundtrack - Released: October 29, 2002 - Label: Interscope, Shady, UMG soundtracks (493508) - Format: CD, CS, MD, LP | 1 | 1 | 1  | 6  | 1 | 1  | 1 | 10 | 3 | 1    | 1  | - US: 4,000,000 - World: 9,000,000 | - US: 4× Platinum - AUS: 4× Platinum - CAN: 5× Platinum - NZ: 4× Platinum[d] - UK: Silver      |
| 2005                                                               | Curtain Call: The Hits - Greatest hits-album - Released: December 6, 2005 - Label: Aftermath, Interscope, Shady (5881) - Format: CD, MD, LP                                                  | 1 | 2 | 1  | 10 | 1 | 7  | 1 | 6  | 5 | 1    | 1  | - US: 2,900,000 - World: 5,000,000 | - US: 2× Platinum - AUS: 3× Platinum - IRE: 7× Platinum - NZ: 4× Platinum[d] - UK: 3× Platinum |
| 2006                                                               | Eminem Presents: The Re-Up - Various artists album - Released: December 4, 2006 - Label: Interscope, Shady (8502) - Format: CD, MD, LP                                                       | 2 | 2 | 17 | 44 | 2 | 15 | 1 | —  | 9 | 3[e] | 25 | - US: 1,051,000                    | - US: Platinum - AUS: Gold - IRE: Platinum - NZ: 2× Platinum[d] - UK: Gold                     |
| "—" Viser udgivelser der ikke kom på hitlisten eller modtog hæder. | |   |   |    |    |   |    |   |    |   |      |    |                                    |                                                                                                |

### Diverse udgivelser
| 1997                                                               | The Slim Shady EP - Released: 1997 - Label: Web (WEB17) - Format: CD, CS   |
| 2003                                                               | Straight from the Lab - Released: 2003 - Label: Bootleg - Format: CD, CS   |
| 2003                                                               | The Singles - Released: 2003 - Label: Shady/Aftermath - Format: CD, CS     |
| 2009                                                               | Relapse: Refill - Released: 2009 - Label: Shady/Aftermath - Format: CD, CS |
| "—" Viser udgivelser der ikke kom på hitlisten eller modtog hæder. |                                                                            |

## Singler
| "Just Don't Give a Fuck"[E]                                                                   | 1997        | —  | —  | —   | —  | —  | —  | —  | —  | —  | —   | | Slim Shady EP              |
| "My Name Is"                                                                                  | 1999        | 36 | 13 | 33  | 38 | 37 | 4  | 4  | 16 | 29 | 2   | - RIAA: 3× Platin - BPI: Guld | The Slim Shady LP          |
| "Role Model"[I]                                                                               | 1999        | —  | —  | —   | —  | —  | —  | —  | —  | —  | —   | | The Slim Shady LP          |
| "Guilty Conscience" (featuring Dr. Dre)                                                       | 1999        | —  | —  | 67  | —  | 40 | 12 | —  | 25 | —  | 5   | - BPI: Sølv | The Slim Shady LP          |
| "The Real Slim Shady"                                                                         | 2000        | 4  | 11 | 7   | 6  | 7  | 1  | 15 | 3  | 2  | 1   | - RIAA: 4× Platin - BPI: Platin - BVMI: Guld - IFPI SWE: Platin - IFPI SWI: Guld - SNEP: Guld                                        | The Marshall Mathers LP    |
| "The Way I Am"                                                                                | 2000        | 58 | 34 | 16  | —  | 19 | 4  | —  | 6  | 19 | 8   | - IFPI SWE: Guld | The Marshall Mathers LP    |
| "Stan" (featuring Dido)                                                                       | 2000        | 51 | 1  | 3   | —  | 1  | 1  | 14 | 3  | 1  | 1   | - ARIA: 2× Platin - BPI: Platin - BVMI: Platin - IFPI SWI: Guld - SNEP: Platin                                                       | The Marshall Mathers LP    |
| "I'm Back"                                                                                    | 2001        | —  | —  | 55  | —  | —  | —  | —  | —  | —  | —   | | The Marshall Mathers LP    |
| "Hellbound" (with J-Black and Masta Ace)                                                      | 2002        | —  | —  | 60  | —  | —  | —  | —  | —  | 85 | 183 | | Game Over                  |
| "Without Me"                                                                                  | 2002        | 2  | 1  | 2   | 4  | 1  | 1  | 1  | 1  | 1  | 1   | - RIAA: Guld - ARIA: 3× Platin - BPI: Platin - BVMI: Guld - IFPI SWE: Platin - IFPI SWI: Platin - RIANZ: 4× Platin - SNEP: Guld      | The Eminem Show            |
| "Cleanin' Out My Closet"                                                                      | 2002        | 4  | 3  | 6   | —  | 4  | 3  | 5  | 3  | 5  | 4   | - ARIA: Platin - BPI: Sølv - RIANZ: Guld - IFPI SWE: Guld                                                                            | The Eminem Show            |
| "Lose Yourself"                                                                               | 2002        | 1  | 1  | 1   | 9  | 2  | 1  | 1  | 1  | 1  | 1   | - RIAA: 5× Platin - ARIA: 7× Platin - BPI: Platin - BVMI: Guld - IFPI SWE: Platin - IFPI SWI: Platin - RIANZ: 2× Platin - SNEP: Guld | 8 Mile                     |
| "Superman" (featuring Dina Rae)                                                               | 2003        | 15 | —  | —   | —  | —  | —  | 42 | —  | —  | —   | | The Eminem Show            |
| "Sing for the Moment"                                                                         | 2003        | 14 | 5  | 6   | 2  | 5  | 3  | 5  | 11 | 8  | 6   | - ARIA: Platin | The Eminem Show            |
| "Business"                                                                                    | 2003        | —  | 4  | 28  | —  | 15 | 7  | 14 | —  | —  | 6   | - ARIA: Guld | The Eminem Show            |
| "Just Lose It"                                                                                | 2004        | 6  | 1  | 6   | —  | 2  | 2  | 1  | 12 | 1  | 1   | - RIAA: Guld - ARIA: Platin - BPI: Sølv - RIANZ: Platin                                                                              | Encore                     |
| "Encore" (featuring Dr. Dre and 50 Cent)                                                      | 2004        | 25 | —  | —   | —  | —  | —  | —  | —  | —  | 116 | | Encore                     |
| "Like Toy Soldiers"                                                                           | 2004 / 2005 | 34 | 4  | 11  | —  | 8  | 3  | 2  | 14 | 3  | 1   | - RIAA: Guld - ARIA: Guld - BPI: Sølv                                                                                                | Encore                     |
| "Mockingbird"                                                                                 | 2004 / 2005 | 11 | 9  | 30  | —  | 15 | 7  | 8  | —  | 14 | 4   | - RIAA: Guld - ARIA: Guld - BPI: Sølv                                                                                                | Encore                     |
| "Ass Like That"                                                                               | 2004 / 2005 | 60 | 10 | 20  | —  | 31 | 4  | 9  | —  | 25 | 4   | - ARIA: Guld | Encore                     |
| "When I'm Gone"                                                                               | 2004 / 2005 | 8  | 1  | 8   | —  | 6  | 5  | 2  | 5  | 7  | 4   | - ARIA: Guld - BPI: Sølv - RIANZ: Guld                                                                                               | Curtain Call: The Hits     |
| "Shake That" (featuring Nate Dogg)                                                            | 2006        | 6  | —  | 52  | —  | —  | 64 | —  | 59 | —  | 90  | - IFPI SWE: Guld | Curtain Call: The Hits     |
| "You Don't Know" (with 50 Cent, Lloyd Banks and Cashis)                                       | 2006        | 12 | —  | 57  | —  | —  | 5  | —  | —  | —  | 32  | | Eminem Presents: The Re-Up |
| "Jimmy Crack Corn"[F] (with 50 Cent)                                                          | 2006        | —  | —  | —   | —  | —  | —  | —  | —  | —  | —   | | Eminem Presents: The Re-Up |
| "Crack a Bottle" (featuring Dr. Dre and 50 Cent)                                              | 2009        | 1  | 18 | 39  | 1  | —  | 6  | 6  | 9  | 4  | 3   | - RIAA: 2× Platin - BPI: Sølv | Relapse                    |
| "We Made You"                                                                                 | 2009        | 9  | 1  | 13  | 6  | 9  | 1  | 1  | 11 | 4  | 4   | - RIAA: 3× Platin - ARIA: Platin - BPI: Sølv - RIANZ: Guld                                                                           | Relapse                    |
| "3 a.m."                                                                                      | 2009        | 32 | 38 | —   | 24 | —  | —  | —  | —  | —  | 56  | | Relapse                    |
| "Old Time's Sake" (featuring Dr. Dre)                                                         | 2009        | 25 | 76 | —   | 14 | —  | 49 | —  | —  | —  | 61  | | Relapse                    |
| "Beautiful"                                                                                   | 2009        | 17 | 33 | 66  | 8  | 39 | 22 | 4  | 47 | 8  | 12  | - RIANZ: Guld | Relapse                    |
| "Hell Breaks Loose" (featuring Dr. Dre)                                                       | 2009        | 29 | —  | —   | 21 | —  | —  | —  | —  | —  | —   | | Relapse: Refill            |
| "Elevator"                                                                                    | 2009        | 67 | —  | —   | 59 | —  | —  | —  | —  | —  | —   | | Relapse: Refill            |
| "Not Afraid"                                                                                  | 2010        | 1  | 4  | 13  | 1  | 9  | 3  | 8  | 5  | 2  | 5   | - RIAA: 10× Platin (Diamant) - ARIA: 2× Platin - BPI: Guld - IFPI SWI: Platin - RIANZ: Platin                                        | Recovery                   |
| "Love the Way You Lie" (featuring Rihanna)                                                    | 2010        | 1  | 1  | 1   | 1  | 1  | 1  | 1  | 1  | 1  | 2   | - RIAA: 11× Platin (Diamant) - ARIA: 9× Platin - BPI: 2× Platin - BVMI: Platin - IFPI SWI: 3× Platin - RIANZ: 2× Platin              | Recovery                   |
| "No Love" (featuring Lil Wayne)                                                               | 2010        | 23 | 21 | 54  | 24 | 17 | 33 | 22 | —  | 39 | 33  | - ARIA: Guld | Recovery                   |
| "Space Bound"                                                                                 | 2011        | —  | 51 | 67  | —  | —  | 31 | —  | —  | —  | 34  | - RIAA: Guld | Recovery                   |
| "Berzerk"                                                                                     | 2013        | 3  | 5  | 44  | 2  | 10 | 16 | 12 | 56 | 9  | 2   | - ARIA: 2× Platin - BPI: Sølv - MC: 2× Platin                                                                                        | The Marshall Mathers LP 2  |
| "Survival"                                                                                    | 2013        | 16 | 18 | 49  | 6  | 20 | 22 | 13 | 26 | 13 | 22  | | The Marshall Mathers LP 2  |
| "Rap God"                                                                                     | 2013        | 7  | 15 | 115 | 5  | 33 | 16 | 4  | 46 | 31 | 5   | - ARIA: Guld - BPI: Sølv - MC: Platin                                                                                                | The Marshall Mathers LP 2  |
| "The Monster" (featuring Rihanna)                                                             | 2013        | 1  | 1  | 2   | 1  | 3  | 1  | 1  | 1  | 1  | 1   | - ARIA: 4× Platin - BPI: Platin - IFPI SWI: Platin - IFPI SWE: 3× Platin - MC: 2× Platin - RIANZ: 2× Platin                          | The Marshall Mathers LP 2  |
| "Headlights" (featuring Nate Ruess)                                                           | 2014        | 45 | 21 | 99  | 54 | —  | 60 | —  | —  | —  | 63  | - ARIA: Guld | The Marshall Mathers LP 2  |
| "Guts Over Fear" (featuring Sia)                                                              | 2014        | 22 | 22 | 65  | 9  | 35 | 48 | 22 | 40 | 30 | 10  | - RIAA: Gold | Shady XV                   |
| "Detroit vs. Everybody" (with Royce da 5'9", Big Sean, Danny Brown, DeJ Loaf and Trick-Trick) | —           | 86 | —  | 87  | —  | —  | —  | —  | —  | —  |     | | Shady XV                   |
| "Phenomenal"                                                                                  | 2015        | 47 | 81 | —   | 61 | —  | —  | —  | —  | —  | 57  | - RIAA: Guld | Southpaw                   |
| "Kings Never Die" (featuring Gwen Stefani)                                                    | 2015        | 80 | 62 | —   | 51 | —  | —  | —  | —  | —  | 82  | - RIAA: Guld | Southpaw                   |
| "Walk on Water" (featuring Beyoncé)                                                           | 2017        | 14 | 10 | 32  | 22 | 16 | 8  | 18 | 7  | 5  | 7   | - BPI: Sølv - IFPI SWE: Guld - MC: Platin                                                                                            | Revival                    |
| "River" (featuring Ed Sheeran)                                                                | 2017        | 11 | 2  | 3   | 3  | 2  | 2  | 3  | 1  | 2  | 1   | - ARIA: 3× Platin - BEA: Platin - BPI: Platin - BVMI: Guld - IFPI SWE: 2× Platin - MC: Platin - RMNZ: Platin                         | Revival                    |
| "Nowhere Fast" (featuring Kehlani)                                                            | 2018        | —  | 76 | —   | 81 | 98 | 59 | —  | 96 | —  | —   | | Revival                    |
| "Remind Me"                                                                                   | 2018        | —  | 83 | —   | 72 | 51 | 40 | —  | 67 | 24 | —   | | Revival                    |
| "Fall"                                                                                        | 2018        | 12 | 22 | —   | 4  | 37 | 15 | 9  | 23 | 7  | 8   | | Kamikaze                   |
| "—" Viser udgivelser der ikke kom på hitlisten eller modtog hæder.                            |             |    |    |     |    |    |    |    |    |    |     | |                            |

### Andre sange der har været på hitlisterne
| 1999 | "Role Model"                                                       | —   | 111 | —  | —   | —  | The Slim Shady LP          |
| 2000 | "Kill You"                                                         | —   | 102 | —  | —   | —  | The Marshall Mathers LP    |
| 2001 | "Drug Ballad" (featuring Dina Rae)                                 | —   | 51  | —  | —   | —  | The Marshall Mathers LP    |
| 2002 | "My Dad's Gone Crazy" (featuring Hailie Jade)                      | —   | 64  | —  | —   | —  | The Eminem Show            |
| 2002 | "Hailie's Song"                                                    | 113 | 110 | —  | 112 | —  | The Eminem Show            |
| 2002 | "'Till I Collapse" (featuring Nate Dogg)                           | —   | —   | —  | 73  | —  | The Eminem Show            |
| 2003 | "8 Mile"                                                           | 102 | 54  | —  | —   | —  | 8 Mile soundtrack          |
| 2003 | "Patiently Waiting" (50 Cent featuring Eminem)                     | —   | 56  | —  | —   | —  | Get Rich or Die Tryin'     |
| 2004 | "Mosh"                                                             | —   | 112 | —  | —   | —  | Encore                     |
| 2006 | "No Apologies"                                                     | 121 | —   | —  | —   | —  | Eminem Presents: The Re-Up |
| 2006 | "The Re-Up" (with 50 Cent)                                         | 119 | —   | —  | —   | —  | Eminem Presents: The Re-Up |
| 2006 | "Jimmy Crack Corn" (with 50 Cent)                                  | 101 | —   | —  | —   | —  | Eminem Presents: The Re-Up |
| 2007 | "Touchdown" (T.I. featuring Eminem)                                | 109 | —   | —  | —   | —  | T.I. vs. T.I.P.            |
| 2007 | "Peep Show" (50 Cent featuring Eminem)                             | 116 | —   | —  | —   | —  | Curtis                     |
| 2009 | "Insane"                                                           | 85  | —   | —  | 182 | —  | Relapse (og Refill)        |
| 2009 | "Dr. West" (skit)                                                  | 105 | —   | —  | —   | —  | Relapse (og Refill)        |
| 2009 | "My Mom"                                                           | —   | —   | —  | 166 | —  | Relapse (og Refill)        |
| 2009 | "Bagpipes from Baghdad"                                            | —   | —   | —  | 187 | —  | Relapse (og Refill)        |
| 2009 | "Careful What You Wish For"                                        | 125 | —   | —  | —   | —  | Relapse (og Refill)        |
| 2009 | "Music Box"                                                        | 82  | —   | 63 | —   | —  | Relapse (og Refill)        |
| 2009 | "Buffalo Bill"                                                     | 117 | —   | —  | —   | —  | Relapse (og Refill)        |
| 2009 | "Taking My Ball"                                                   | 123 | —   | —  | —   | —  | Relapse (og Refill)        |
| 2009 | "Drop the Bomb on 'Em"                                             | 103 | —   | 83 | —   | —  | Relapse (og Refill)        |
| 2009 | "The Warning"                                                      | —   | 108 | —  | —   | —  | Non-album track            |
| 2010 | "Won't Back Down" (featuring P!nk)                                 | 62  | —   | —  | 82  | 87 | Recovery                   |
| 2010 | "Cold Wind Blows"                                                  | 71  | —   | —  | —   | —  | Recovery                   |
| 2010 | "Talkin' 2 Myself" (featuring Kobe)                                | 88  | —   | 97 | 148 | —  | Recovery                   |
| 2010 | "25 to Life"                                                       | 92  | —   | 90 | —   | —  | Recovery                   |
| 2010 | "Cinderella Man"                                                   | 112 | —   | —  | —   | —  | Recovery                   |
| 2010 | "—" Viser udgivelser der ikke kom på hitlisten eller modtog hæder. |     |     |    |     |    | Recovery                   |

### Gæsteoptrædener
Eminem har i alt medvirket på 65 gæsteoptrændener, tretten af dem er udgivet som singler eller har optrådt på hitlisterne.
| År                                                                 | Title                                                         | Peak Chart Position[f] | Peak Chart Position[f] | Peak Chart Position[f] | Peak Chart Position[f] | Peak Chart Position[f] | Peak Chart Position[f] | Peak Chart Position[f] | Peak Chart Position[f] | Peak Chart Position[f] | Peak Chart Position[f] | Peak Chart Position[f] | Certifikationer                   | Album                               |
| År                                                                 | Title                                                         | US                     | US R&B                 | AUS                    | BEL                    | CAN                    | GER                    | IRL [g]                | NZ                     | SWE                    | SWI                    | UK                     | Certifikationer                   | Album                               |
| ------------------------------------------------------------------ | ------------------------------------------------------------- | ---------------------- | ---------------------- | ---------------------- | ---------------------- | ---------------------- | ---------------------- | ---------------------- | ---------------------- | ---------------------- | ---------------------- | ---------------------- | --------------------------------- | ----------------------------------- |
| 1999                                                               | "Dead Wrong" (Notorious B.I.G. featuring Eminem & Puff Daddy) | 105                    | 39                     | —                      | —                      | —                      | —                      | —                      | —                      | —                      | —                      | —                      | —                                 | Born Again                          |
| 1999                                                               | "What's the Difference" (Dr. Dre featuring Eminem & Xzibit)   | —                      | 76                     | —                      | —                      | —                      | —                      | —                      | —                      | —                      | —                      | —                      | —                                 | 2001                                |
| 2000                                                               | "Forgot About Dre" (Dr. Dre featuring Eminem)                 | 25                     | 14                     | —                      | —                      | —                      | 41                     | 20                     | 26                     | 29                     | 37                     | 7                      | —                                 | 2001                                |
| 2002                                                               | "Rock City" (Royce Da 5'9" featuring Eminem)                  | —                      | 99                     | —                      | 45                     | —                      | 30                     | —                      | —                      | —                      | 37                     | —                      | —                                 | Rock City (Version 2.0)             |
| 2003                                                               | "My Name" (Xzibit featuring Eminem & Nate Dogg)               | —                      | 66                     | —                      | —                      | —                      | —                      | —                      | —                      | —                      | —                      | —                      | —                                 | Man vs. Machine                     |
| 2004                                                               | "One Day at a Time (Em's Version)" (2Pac Eminem & Outlawz)    | 80                     | 51                     | —                      | —                      | —                      | —                      | —                      | —                      | —                      | —                      | —                      | —                                 | Tupac: Resurrection                 |
| 2005                                                               | "Welcome 2 Detroit" (Trick-Trick featuring Eminem)            | 100                    | —                      | —                      | —                      | —                      | 20                     | —                      | —                      | —                      | —                      | —                      | —                                 | The People vs.                      |
| 2006                                                               | "Smack That" (Akon featuring Eminem)                          | 2                      | 34                     | 2                      | 3                      | —                      | 5                      | 1                      | 1                      | 3                      | 3                      | 1                      | - US: 3× Platinum - AUS: Platinum | Konvicted                           |
| 2009                                                               | "Forever" (Drake featuring Kanye West, Lil Wayne, & Eminem)   | 8                      | 2                      | 99                     | —                      | 26                     | —                      | 41                     | —                      | —                      | 68                     | 42                     | —                                 | More Than a Game og Relapse: Refill |
| 2009                                                               | "Drop the World" (Lil Wayne featuring Eminem)                 | 18                     | —                      | 56                     | —                      | —                      | —                      | —                      | —                      | 42                     | —                      | 51                     | —                                 | Rebirth                             |
| 2010                                                               | "Roman's Revenge" (Nicki Minaj featuring Eminem)              | 56                     | 88                     | —                      | —                      | —                      | —                      | —                      | —                      | —                      | —                      | —                      | —                                 | Pink Friday                         |
| 2010                                                               | "That's All She Wrote" (T.I. featuring Eminem)                | 18                     | —                      | —                      | 46                     | —                      | —                      | —                      | —                      | —                      | —                      | —                      | —                                 | No Mercy                            |
| 2011                                                               | "I Need a Doctor" (Dr. Dre featuring Skylar Grey & Eminem)    | —                      | —                      | —                      | —                      | —                      | —                      | —                      | —                      | —                      | —                      | —                      | —                                 | Detox                               |
| "—" Viser udgivelser der ikke kom på hitlisten eller modtog hæder. |                                                               |                        |                        |                        |                        |                        |                        |                        |                        |                        |                        |                        |                                   |                                     |